# Ванредни сазив Народне скупштине Књажевине Црне Горе 1908.
Народна скупштина Црне Горе сазвана је у ванредан сазив 29. септембра 1908. г. и на тајној седници расправљала о насталој ситуацији а потом усвојила резолуцију у којој пише, између осталог:
"Црногорска Народна скупштина као представништво цијелог српског народа у Црној Гори констатује:
- да је анексијом Босне и Херцеговине Аустроугарска монархија у суштини повриједила Берлински уговор;
- да је тијем чином нанесен смртни ударац интересима цјелокупног Српског Народа..."

Народна скупштина Црне Горе и Народна скупштина Србије размјениле су поздравне телеграме. Поздравни телеграм Народне скупштине Црне Горе између осталог гласи:
"Народна скупштина Књажевине Црне Горе с највишим усхићењем прима братски поздрав Народне скупштине Краљевине Србије и шаље јој најсрдачнији одпоздрав увјеравајући је: да ће Црна Гора све своје силе принијети на жртвеник народног уједињења, јер то захтјевају општи српски интереси и њена државна част..."

## Скупштинско часништво
Предсједничко мјесто заузима као привремени предсједник Јанко Милић и кандидује привремене секретаре Мирка Мијушковића и Јанка Спасојевића што Скупштина прима, а затим се приступа избору скупштинског часништва, послје чега су изабрани за предсједника Лабуд Гојнић, за потпредсједника Мирослав Николић, а за секретаре поп Крсто Поповић и Филип М. Протић.